# В добрый час!
«В добрый час!» — советский чёрно-белый полнометражный художественный фильм, поставленный по одноимённой пьесе Виктора Розова режиссёром Виктором Эйсымонтом на Киностудии имени М. Горького. Вышел на экраны в 1956 году.

## Сюжет
В Москву, в семью профессора Аверина на время вступительных экзаменов приезжает из Сибири племянник Алексей. Его «московская эпопея» разворачивается на фоне семейных взаимоотношений Авериных. Профессорская семья Авериных живет в новой просторной квартире, тем не менее, жена профессора принимает решение отказать Алексею в проживании у них, мотивируя это отсутствием возможности и желания заниматься племянником мужа и нести за него ответственность, так как их собственный младший сын Андрей тоже абитуриент и для нее важнее  устроить сына в вуз. Но сам Андрей ещё не определился с выбором будущей профессии, он сам не может решить - кем хочет быть в дальнейшем. А пока он болтается без дела, встречаясь с друзьями и гуляя по улицам, институт за него выбрала его мама, Анастасия Ефремовна. При всей легкости характера, тем не менее Андрей отлично понимает - что отказывать внезапно приехавшему сибирскому родственнику в жилье - это некрасиво и недостойно, тем более, что сами они во время эвакуации прожили у тех родственников несколько лет. И вопреки решению матери, он заставляет Алексея остаться в их квартире, высказав матери наедине - что он думает по этому поводу.
Старший сын Авериных — Аркадий, служа в театре актёром, без конца мучается недовольством самим собой и отсутствием больших ролей. Он встречается с девушкой Машей, которой он симпатичен и которая, видимо, хотела бы выйти за него замуж. Однако Аркадий не спешит сделать ей предложение и своим поведением показывает, что не сильно дорожит ею. Более того, в минуту сильных переживаний о своём положении в театре он позволяет себе безобразную истерическую выходку по отношению к ней, но она находит в себе силы простить Аркадия и оказаться рядом в трудную для него минуту. Позднее Аркадий и Маша регистрируют свой брак втайне от Анастасии Ефремовны, но вскоре рассказывают ей об этом, добавив, что жить они будут отдельно от родителей.
Вместе с Алексеем в Москву приехали его одноклассники, Катя и Афанасий. Друзья стараются поддерживать друг друга, встречаясь почти ежедневно. Тем более, что Катя давно тайно влюблена в Алексея. Но сам Алексей этого не замечает, считая Катю просто школьной подругой. И ему сразу понравилась девушка Галина, которая приходит к Андрею в гости. Андрею Галина симпатична, но он понимает, что у двоюродного брата действительно серьезное чувство к его приятельнице, поэтому отходит в сторону. Алексей и Галина, невзирая на проблемы в общении и налаживании контакта, тянутся друг к другу. Алексей вынужден уехать домой в Сибирь, он не прошел по конкурсу. Накануне отъезда он объясняется с Галиной, они открываются друг другу и Галина тепло его провожает на вокзале.
У Андрея тоже фиаско с поступлением: утром перед экзаменом в толпе абитуриентов Андрей замечает девушку, искренне переживающую за свое поступление, и ему становится не по себе - ведь они идет в Бауманское только из-за матери, самому ему туда не хочется. А это значит, что может занять место того человека, который стремился туда попасть и учился, не жалея сил и времени, возможно этой самой девушки.  И Андрей решается - он не идет со всеми абитуриентами на экзамен, а уходит домой, где заявляет, что он срезался, получив двойку. Мать пытается найти возможность пристроить сына в любой другой вуз, бегая по всей Москве и узнавая - где меньше конкурс. Но все напрасно - Андрей сам дозрел до самостоятельного решения своей судьбы: восхищённый характером и цельностью натуры двоюродного брата, Андрей решает уехать вместе с ним в Сибирь и попытаться найти там своё призвание. Это ему удаётся осуществить, несмотря на бурное нежелание матери отпускать его. 
Финал фильма - на Ярославском вокзале столицы. Все Аверины, включая Аркадия и Машу, провожают Алексея и Андрея. Анастасия Ефремовна едва сдерживает слезы, отец напутствует младшего сына пожеланием взросления. Проводив ребят, Аркадий и Маша объявляют родителям о своем решении переехать к ним. 

## В ролях
- Леонид Харитонов — Андрей Аверин
- Виктор Хохряков — профессор Пётр Иванович, отец Андрея
- Людмила Чернышёва — Анастасия Ефремовна, мать Андрея
- Олег Голубицкий — Аркадий, брат Андрея
- Леонид Давыдов-Субоч — Алексей, племянник Петра Ивановича
- Наталья Малявина — Галя Давыдова, подруга Андрея
- Галина Самохина — Маша Полякова, невеста Аркадия
- Олег Анофриев — Вадим Развалов, приятель Андрея
- Лариса Нарышкина — Катя Сорокина
- Сергей Витомсков — Афанасий Кабанов
- Валентина Хмара — абитуриентка МВТУ (эпизод) (нет в титрах)